# Alfred Foretay
Alfred Jean Foretay (* 12. Januar 1861 in Morges; † 1. September 1944 in Genf) war ein Schweizer Bildhauer. Er fertigte Dekorationen für Gebäude, Brunnen und Bronzeskulpturen im Stil der Art nouveau. Als Landschaftsmaler fertigte er Gemälde im Stil des Impressionismus.

## Leben
Alfred Foretay wurde 1861 als Sohn des Architekten John-Henry Foretay geboren. Foretay arbeitete anfangs im Büro seines Vaters. Im Alter von 16 Jahren ging er nach Paris, wo er 1877 die Skulpturenabteilung von Alexandre Falguière an der École des Beaux-Arts besuchte. Er blieb einige Jahre in der Hauptstadt, wo er unter anderem im Salon der Société des Artistes Français ausstellte. Als Student von Falguières erhielt er im Jahr 1891 eine ehrenvolle Erwähnung und im Jahr 1904 eine Goldmedaille. Am 9. Oktober 1892 heiratete er in Paris die Französin Marie Isabelle Choiselat (geb. 14. Mai 1867 in Paris). Das Paar hatte einen Sohn und eine Tochter: Jules Alfred Foretay (geb. 20. Januar 1895 in Paris) und Jeanne Marie Foretay (geboren am 13. Juli 1896 in Paris).
1911 kehrte Foretay in die Schweiz zurück und verdiente sein Geld vor allem mit plastischem Bauschmuck. Nach einem Aufenthalt in Südfrankreich begann er auch, sich der Landschaftsmalerei zu widmen. Zwischen 1918 und 1935 kehrte er nach Frankreich zurück. Nach Kontakten mit verschiedenen Meistern der Bildhauerei und der französischen Malerei entschied er sich, in die Schweiz zurückzukehren. Foretay hinterliess bemerkenswerte Skulpturenkunst. Neben zahlreichen dekorativen bauplastischen Arbeiten fertigt Foretay zahlreiche Statuetten und Büsten im Stil des Art nouveau, aber auch dekorative Gefäße aus Zinn und Legierungen.

## Ausstellungen
- 1906: Kunstverein St. Gallen
- 1915: Sechste Ausstellung der Gesellschaft Schweizerischer Maler, Bildhauer und Architekten, Kunsthaus Zürich
- 1896–1914: Nationale Kunstausstellung der Schweiz
- 1900: Weltausstellung Paris 1900
- 1911: Internationale Ausstellung, Rom

## Werke im öffentlichen Raum
- 1912–18 Hotel Beau-Rivage, Lausanne, außerdem Geschäftshäuser (u. a. Old India; Crédit Foncier) in Lausanne, für die Volksbank und das Hotel Palace in Montreux[1]
- ab 1921 in Marseille Ausführung umfangreicher öffentlicher Aufträge, u. a. Gestaltung von überlebensgroßen Säulenfiguren und zwei Giebeln am Grand Palace sowie eines Brunnens[1]